# لا ترحلي
لا ترحلي (بالتركية: .Kal)‏ هو فيلم تركي درامي رومانسي من إخراج أوزان أجيكتان صدر عام 2022.

## وصلات خارجية
- لا ترحلي على موقع IMDb (الإنجليزية)
- لا ترحلي على موقع قاعدة بيانات الفيلم (الإنجليزية)
- لا ترحلي على موقع ليتربوكسد (الإنجليزية)